# Dhanpuri
Dhanpuri è una suddivisione dell'India, classificata come municipality, di 43.914 abitanti, situata nel distretto di Shahdol, nello stato federato del Madhya Pradesh. In base al numero di abitanti la città rientra nella classe III (da 20.000 a 49.999 persone).

## Geografia fisica
La città è situata a 23° 11' 35 N e 81° 31' 25 E.

## Società

### Evoluzione demografica
Al censimento del 2001 la popolazione di Dhanpuri assommava a 43.914 persone, delle quali 23.079 maschi e 20.835 femmine. I bambini di età inferiore o uguale ai sei anni assommavano a 5.994, dei quali 3.043 maschi e 2.951 femmine. Infine, coloro che erano in grado di saper almeno leggere e scrivere erano 27.780, dei quali 16.484 maschi e 11.296 femmine.